# República Tagalo
```
   |-
       |
Erro:
:  
valor não especificado para "
nome_comum
"
```

## História
os últimos dias de agosto de 1896, os membros do Katipunan se reuniram em Caloocan e decidiram iniciar sua revolta  (o evento foi mais tarde chamado de " Cry of Balintawak " ou "Cry of Pugad Lawin "; a localização exata e a data são contestadas). Um dia depois do Clamor, o Conselho Supremo do Katipunan realizou eleições.
Uma luta pelo poder em 1897 em Cavite, levou à mudança do comando da revolução na Convenção de Tejeros, onde um novo governo insurgente foi formado com Emilio Aguinaldo como presidente. Bonifácio se recusou a reconhecer o novo governo, Isso levou à Acta de Tejeros, ao Acordo Militar Naic e ao julgamento e execução de Bonifácio.
```
   |-
       |
Erro:
:  
valor não especificado para "
nome_comum
"

   |-
       | 
Erro:
:  
valor não especificado para "
continente
"
```